# آر.جی. آرمسترانگ
آر. جی. آرمسترانگ (انگلیسی: R. G. Armstrong؛ ۷ آوریل ۱۹۱۷ – ۲۷ ژوئیهٔ ۲۰۱۲) یک هنرپیشه اهل ایالات متحده آمریکا بود. وی بین سال‌های ۱۹۵۴ تا ۲۰۰۱ میلادی فعالیت می‌کرد.
او همچنین در نماهنگ آهنگ مرد‌شنی وارد می‌شود از گروه متالیکا که در سال ۱۹۹۱ ساخته شد حضور داشت.

## فیلم‌شناسی
از فیلم‌ها یا برنامه‌های تلویزیونی که وی در آن نقش داشته است می‌توان به به من میگن هیچکس، اسلحه‌ها در بعد از ظهر، بهترین زمان، سرود کیبل هوگ، رعد و برق سفید و گرگ تنها، مکوئید اشاره کرد.